# From Hell (Film)
From Hell (dt. „Aus der Hölle“) ist ein Thriller mit Johnny Depp aus dem Jahr 2001. Die Regie führten Albert und Allen Hughes. Das Drehbuch beruht auf dem gleichnamigen Comicroman From Hell, der nach einem im Rahmen der Morde Jack the Rippers aufgetauchten Brief benannt ist.

## Handlung
Der Polizeiinspektor Frederick Abberline arbeitet Ende des 19. Jahrhunderts im viktorianischen London. Er verlor seine Ehefrau und seinen Sohn bei dessen Geburt und konsumiert Opium (auch in Form von Laudanum), wobei er im Rauschzustand unter anderem Visionen der von ihm bearbeiteten Fälle bekommt.
Abberline untersucht im Sommer 1888 die Morde an mehreren Prostituierten im Londoner Stadtteil Whitechapel, die der im Laufe des Films so benannte Jack the Ripper begeht. Er lernt die Prostituierte Mary Kelly kennen, die die Mordopfer gut kannte, da sie Freundinnen von ihr waren. Kelly und Abberline kommen sich dabei näher.
Durch diverse Anhaltspunkte stellt sich heraus, dass der Mörder wohlhabend und mit weitreichenden anatomischen Kenntnissen ausgestattet sein muss. Eine Verschwörung der Freimaurer, deren Mitglied Abberlines Vorgesetzter Sir Charles Warren ist, behindert die Ermittlungen. Abberline findet trotzdem heraus, dass hinter den Morden der Adelige Sir William Gull steckt. Dieser ist der Leibarzt der königlichen Familie und ebenfalls Mitglied der Freimaurerloge. Gull wollte die Existenz der ehelichen Tochter Alice des Thronfolgers Albert Victor mit Ann Crook, einer Frau niederen Standes, vertuschen, da deren Kinder Anspruch auf den englischen Thron gehabt hätten. Alle sechs der ermordeten Frauen waren bei der Trauung anwesend gewesen und hätten deshalb Kenntnis von Alices wahrer Identität haben können. Zur Strafe für die Morde und zur Vertuschung ihrer eigenen Rolle in der Affäre unterziehen die Freimaurer Gull am Ende einer primitiven Form der Lobotomie.
Allerdings wurde statt der vermuteten Mary Kelly eine Bekannte aus Belgien – Ada – ermordet, ohne dass Gull das aufgefallen war. Um Mary vor den Freimaurern zu schützen, entschließt sich Abberline, der Gulls Irrtum erkennt, dies jedoch unter Verschluss hält, seinem Leben ein Ende zu setzen, indem er eine Überdosis Opium einnimmt. Mary Kelly dagegen ist in ihre irische Heimat geflüchtet, um Alice großzuziehen. In seiner letzten Vision sieht Abberline Mary Kelly, die mit der älter gewordenen Alice in einem Haus am Meer lebt. Nachdem er aus der Vision aufwacht, stirbt er in einer Opiumhöhle. Sein Mitarbeiter Godley findet ihn und legt ihm zwei Münzen für den Fährmann auf die Augen, so wie es Abberline zuvor beim Leichnam Annie Chapmans gemacht hatte.

## Kritiken
„Ambitionierte Variation des ‚Jack the Ripper‘-Themas, die sich dezidiert als Verfilmung des gleichnamigen Moore/Campbell-Comics versteht und ihre suggestive Kraft weniger aus der äußeren Spannung der kriminalistischen Vorlage als aus den überzeugenden Darstellern sowie dem hohen formalen Gestaltungswillen entwickelt.“

Roger Ebert beschrieb den Film in der Chicago Sun-Times als düsteren Querschnitt der viktorianischen Gesellschaft. Der Film wende sich an keine bestimmte Zielgruppe und sei keinem spezifischen Genre zuzuordnen. Die Prisma-Redaktion vermisste die „Dichte“ und die „akribische Detailverliebtheit“ des Comics.

## Sonstiges
In From Hell werden verschiedene Filme, historische Persönlichkeiten und Fakten zitiert.
- Neben den Opfern Jack the Rippers, deren Namen und Ermordungsweise (ausgenommen des letzten Ripper-Mordes im Film) den tatsächlichen Fakten entsprechen, hat es auch Sir William Gull (1816–1890) gegeben, der damals Leibarzt der Königsfamilie war.
- Der Tod Abberlines zum Schluss hin ist jedoch Filmdramatik: Der wahre Inspektor Frederick Abberline (* 1843) starb im Dezember 1929.
- Nebenbei wird die Figur des John Merrick (1862–1890) eingeführt, auch als „Der Elefantenmensch“ bekannt. Merrick (gespielt von Anthony Parker) wird in einer entsprechenden Szene einer geschlossenen Sitzung vorgeführt, der auch der Inspektor beiwohnt. Dies ist ein indirektes Zitat aus David Lynchs Der Elefantenmensch (1980). Zudem ist die Darstellung des Elefantenmenschen fast identisch dem filmischen Vorbild übernommen. Außerdem tritt der Elefantenmensch in einer Traumsequenz des Inspektors auf, in der er in einer kurzen Überblende eine Gasse entlang geht; die nächste Sequenz zeigt eine der ermordeten Prostituierten. Hier wird auf den Verdacht hingewiesen, dass es sich bei jenem John Merrick um Jack the Ripper handelte. Dies wurde zu dieser Zeit tatsächlich vermutet, wurde aber von der Polizei nicht als ernsthafte Beschuldigung behandelt, da Merricks Krankheit diesen zu sehr einschränkte, als dass er solche Morde hätte zustande bringen können. Obwohl Johnny Depps Charakter diese Andeutung im Traum widerfährt, geht er ihr nicht nach und befasst sich nicht weiter damit.
- In einer herausgeschnittenen Szene, die aber in der DVD von From Hell enthalten ist, sprechen die Prostituierten und späteren Ripper-Opfer von den Anstrengungen, die sie sich machen, um im Armenviertel über die Runden zu kommen; daraufhin sieht man in Rückblenden einzelne der Prostituierten beim Geschlechtsverkehr. Die dabei eingespielte Hintergrundmusik entstammt dem Stanley-Kubrick-Film Full Metal Jacket (1987).

## Auszeichnungen
- Johnny Depp, Kym Barrett für die Kostüme und der Film als Bester Horrorfilm wurden 2002 für den Saturn Award nominiert.
- Albert und Allen Hughes wurden 2002 für den Black Reel Award nominiert.
- Das Drehbuch wurde 2002 für den Bram Stoker Award nominiert.
- Kym Barrett wurde 2002 für den Golden Satellite Award nominiert.
- Die Deutsche Film- und Medienbewertung FBW in Wiesbaden verlieh dem Film das Prädikat wertvoll.

## Hintergrund
Der Thriller wurde in Tschechien und in England gedreht. Die Produktion des Films kostete etwa 35 Millionen US-Dollar. Er brachte in den US-Kinos 31,6 Millionen US-Dollar ein. Das internationale Einspielergebnis beträgt fast 43 Mio. US-Dollar, sodass 74,6 Millionen US-Dollar an Umsatz verbucht werden konnten.